# Se saremo uniti
Se saremo uniti (Let's Get Together) è un racconto fantascientifico scritto da Isaac Asimov. Pubblicato per la prima volta nel febbraio del 1957 sulla rivista Infinity Science Fiction, fa parte dell'antologia Il secondo libro dei robot ed è attualmente presente anche in altre raccolte di racconti di Asimov.

## Trama
La Guerra Fredda fra Stati Uniti e Russia si è alleviata nell'ultimo secolo, fino a diventare apparentemente una specie di competizione grazie alla quale l'umanità aveva fatto passi da gigante. Tutto questo viene sconvolto quando il capo del Dipartimento di Robotica (delocalizato a Cheyenne), Elias Lynn, riceve la visita di Ralph G. Breckenridge, un funzionario della sicurezza nazionale, che lo informa che dieci robot di produzione russa, umanoidi, irriconoscibili esteriormente in tutto e per tutto da un essere umano, si sono infiltrati negli Stati Uniti per riunirsi in futuro in una zona del Paese (probabilmente una metropoli) e farsi saltare in aria grazie ad una bomba CT (Conversione Totale) impiantata al loro interno. Lynn, stupefatto dalla notizia, all'inizio non vuole crederci, ma quando viene convocato a Washington è costretto a darla per vera.
Così, assieme ai vertici della Politica, della Scienza e della Difesa, discute se sia il caso di prendere provvedimenti contro questa invasione. I dubbi infatti sono sul vero scopo che hanno questi robot. I russi si dimostrerebbero veramente molto stupidi se per distruggere preventivamente una singola città pensassero così di poter vincere più facilmente il conflitto che ne seguirebbe. Alla fine della riunione quindi si conviene che lo scopo di questo atto è solo quello di debilitare psicologicamente la nazione, così da farla capitolare senza neanche sparare un colpo. La soluzione del problema sarà quella di spostare a Cheyenne tutte le menti migliori di cui dispone il Paese, in modo tale da riuscire a raggiungere i russi, che si trovano almeno 25 anni davanti a loro nella robotica. Così, mentre i viaggi stanno per cominciare, Lynn, ragionando per bene, ha un'intuizione folgorante: i robot russi potrebbero essere stati costruiti per sostituire gli scienziati americani, che avrebbero poi dovuto partecipare al progetto di ri-parificazione robotica straordinaria, indetta guarda caso proprio dopo la scoperta della loro esistenza. Sarebbe quindi tutta una macchinazione russa per far sì che tutti gli scienziati del Paese vengano uccisi in una volta sola grazie proprio a questo piano contorto.
Lynn così decide di convocare Breckenridge (che aveva sia scoperto l'infiltrazione che suggerito il progetto) nel proprio ufficio e, mentre lo tiene sotto controllo con un disintegratore, dà l'ordine di far scansionare tutti gli scienziati che giungeranno a Cheyenne e di non farli avvicinare fra loro per nessuna ragione. Ma prima che questo piano possa essere attuato, viene comunicato a Lynn che dieci scienziati sono rimasti uccisi da delle esplosioni mentre erano in viaggio. Lynn a quel punto, senza farsi sconvolgere dalla notizia, uccide Breckenridge senza un attimo di esitazione. Anche il funzionario della sicurezza era un robot che avrebbe potuto farsi saltare in aria non appena avesse avuto la notizia dell'autodistruzione dei suoi compagni. A questa conclusione Lynn era arrivato grazie al fatto che i robot si erano fatti esplodere non appena l'ordine della scansione era stato dato, e dato che Breckenridge non si era mai mosso dalla sedia di fronte a lui, la spia doveva aver per forza avvertito i suoi compagni robotici grazie a un dispositivo trasmittente al suo interno.